# Waffenstillstandsverhandlungen und Vermittlungsinitiativen zum russischen Angriffskrieg gegen die Ukraine
Erste Waffenstillstandsverhandlungen und Vermittlungsinitiativen zum russischen Angriffskrieg gegen die Ukraine gab es in der Anfangsphase des russischen Überfalls in Form von Waffenstillstandsverhandlungen, die im Frühling 2022 abgebrochen und lange Zeit nicht wieder aufgenommen wurden.
Zahlreiche internationale diplomatische Bemühungen, Appelle und Initiativen, darunter mehrere UN-Resolutionen, haben die Haltung Russlands nicht geändert, und die Ukraine kämpft weiter um die Wahrung ihrer Souveränität und die Wiederherstellung ihrer territorialen Integrität. Bilaterale Friedensverhandlungen im engeren Sinn hatte es zwischen Russland und der Ukraine bis Februar 2025 nicht gegeben; zu diesem Zeitpunkt lancierte Donald Trump neue Vermittlungsbemühungen, die zunächst als bilaterale Gespräche zwischen den Vereinigten Staaten und Russland geführt werden sollten. Unter Vermittlung Saudi-Arabiens kam es zu ersten Gesprächen, die allerdings wegen offenkundiger „Sprunghaftigkeit“ des US-Präsidenten und wohl auch wegen mangelnder echter Verhandlungsbereitschaft des russischen Staatsoberhaupts immer wieder ins Stocken gerieten. Die Europäische Union drängte auf eine Beteiligung an den Verhandlungen und beschloss eine mittelfristige Verbesserung der eigenen Verteidigungsfähigkeit gegenüber der Russischen Föderation. Seit dem 18. März 2025 steht die Verteidigung der Unversehrtheit von Territorien gemäß dem Völkerrecht zudem im Grundgesetz der Bundesrepublik Deutschland.

## Hintergrund
Mit dem Zerfall der Sowjetunion unterzeichneten die Russische Sozialistische Föderative Sowjetrepublik und die Ukrainische Sozialistische Sowjetrepublik am 19. November 1990 einen Freundschaftsvertrag, in dem die existierenden Grenzen gegenseitig anerkannt wurden. Am 23. Juni 1992 wurde der Vertrag von der unabhängigen Russischen Föderation und der unabhängigen Ukraine bestätigt, 1997 folgte der russisch-ukrainische Freundschaftsvertrag und 2003 der Russisch-ukrainische Grenzvertrag, in denen jeweils die staatliche Integrität und Souveränität in den bestehenden Grenzen gegenseitig anerkannt wurden.
Nach der Revolution vom Maiddan begann im März 2014 die russische Annexion der Krim und der russischen Eingriff auf Seiten so genannter „Separatisten“ im Krieg im Donbas. Wolodymyr Selenskyj forderte nach seiner Wahl 2019 Wladimir Putin immer wieder zu einem Gipfeltreffen auf. Die Ukraine sah sich durch einen völkerrechtswidrigen russischen Angriff betroffen und forderte die vollständige Wiederherstellung der Souveränität und territorialen Integrität.

## Waffenstillstandsverhandlungen bis 2021
Trotz der umstrittenen russischen Unterstützung der Separatisten im Donbas kam es im Zuge des Minsker Prozesses zu den brüchigen Waffenstillstandsabkommen (Protokoll von Minsk und Minsk II). Darin sind die Modalitäten für einen dauerhaften Waffenstillstand und die Reintegration der umstrittenen Territorien (Luhansk und Donezk) in die Ukraine festgelegt worden. Von 2018 bis 2020 wurden im Durchschnitt alle drei Monate neue brüchige Waffenstillstandsvereinbarungen durch die trinationale Kontaktgruppe für die Ukraine bestehend aus Russland, Ukraine und OSZE getroffen: 
- 30. März 2018
- 1. Juli 2018
- 29. August 2018
- 29. Dezember 2018
- 8. März 2019
- 21. Juli 2019
- 1. Januar 2020
- 27. Juli 2020

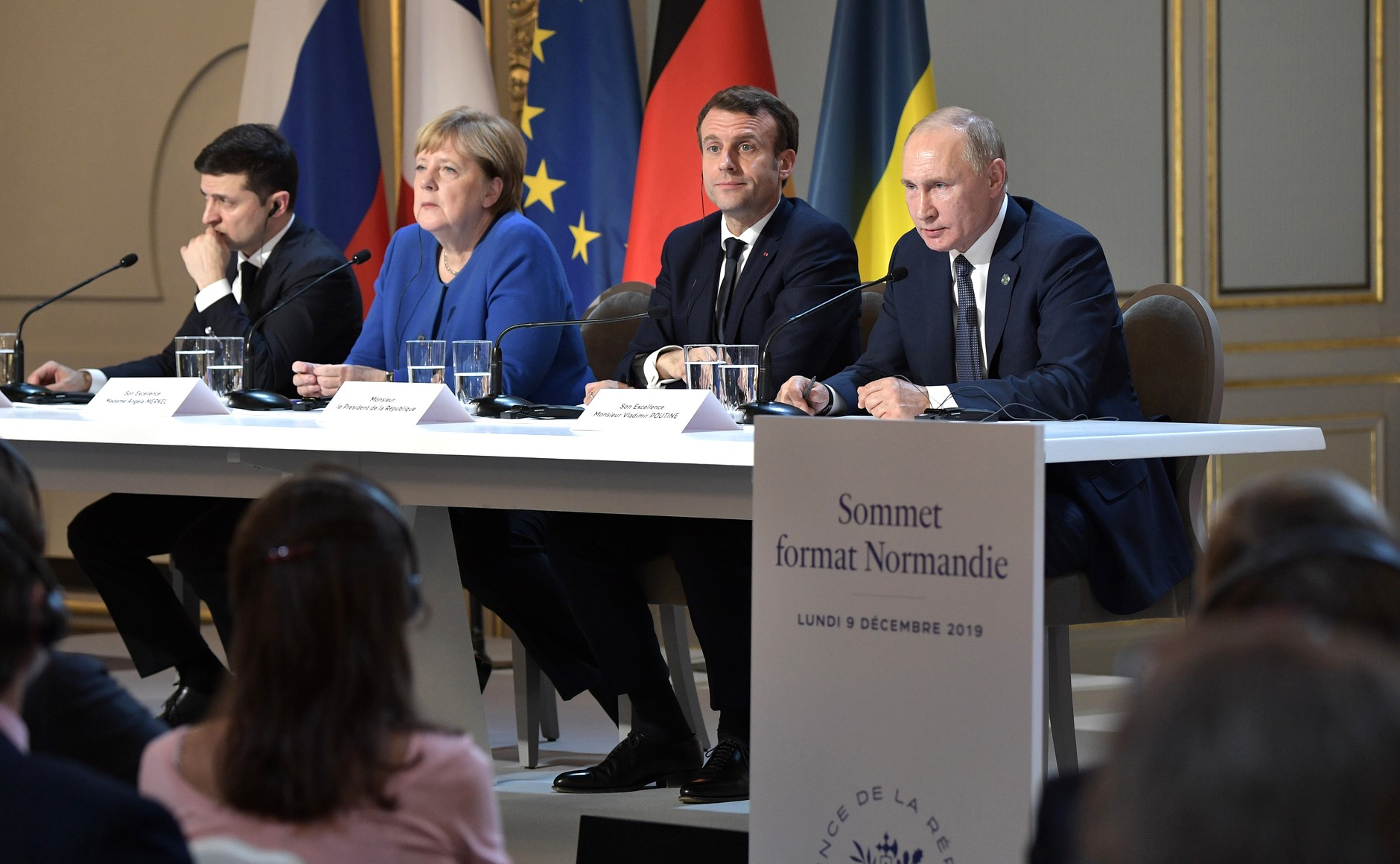
Ukraine-Gipfel in Paris, Dezember 2019

Auf dem Ukraine-Gipfel in Paris am 9. Dezember 2019 einigten sich, durch Vermittlung von Emmanuel Macron und Angela Merkel, die beiden Präsidenten Putin und Selenskyj auf einen vollständigen Waffenstillstand und Gefangenenaustausch für die Ostukraine. Noch im Dezember 2021 verkündete die Organisation für Sicherheit und Zusammenarbeit in Europa (OSZE), dass Russland und die Ukraine zugestimmt hätten, die Waffenstillstandsvereinbarung vom 22. Juli 2020 wieder einzuhalten.

## Russische Eskalation zur Jahreswende 2021/22

### Forderungen Russlands an die NATO und die USA
Russland zog ab April 2021 auf der besetzten Krim und an den Grenzen der Ukraine zu Russland und Belarus Truppen zusammen. Am 17. Dezember 2021 veröffentlichte das russische Außenministerium zwei „Vertragsentwürfe über Sicherheitsgarantien“, gerichtet an die NATO und die USA. Darin forderte Russland, die gegenseitigen „Sicherheitsinteressen“ zu wahren sowie die Osterweiterung der NATO zu stoppen. Der Vertragsentwurf zielt nicht darauf ab, NATO-Osterweigerung rückgängig zu machen, sondern weiteren Ländern der ehemaligen Sowjetunion, insbesondere Georgien und der Ukraine, den Beitritt zu verwehren und „keine zusätzlichen Streitkräfte und Waffen“ in den Ländern der letzten NATO-Erweiterung zu stationieren, d. h. „zusätzlich zu den am 27. Mai 1997 dort stationierten Streitkräften“ (Artikel 4. Google-Übersetzung). Letzteres würde Polen, die baltischen Staaten Estland, Lettland und Litauen, Rumänien, Bulgarien, Ungarn, Tschechien und die Slowakei betreffen. Ebenso dürfte die NATO keine Soldaten nach Albanien und auf das Gebiet des früheren Jugoslawien entsenden. Nach der Politikwissenschaftlerin Sabine Fischer verschärfte Russland damit seine aggressive und imperialistische Rhetorik und forderte die Aufteilung Europas in eine amerikanische und eine russische Einflusszone.
Die Kernforderung Russlands bezeichneten die USA als „inakzeptabel“ und boten an, über die Art und die Orte der NATO-Präsenz an der Ostgrenze zu verhandeln. Am 12. Januar 2022 trat der NATO-Russland-Rat nach zweijähriger Pause zusammen, konnte jedoch keine Einigung zwischen NATO und Russland erzielen.
Die Vereinigten Staaten übermittelten schriftliche Antworten auf Russlands Forderungen im Januar 2022, verbunden mit kontinuierlichen Dialogangeboten an Moskau. Im Tenor der Antworten wurden keine verbindlichen Zusagen für ein Ende der NATO-Erweiterung gemacht und herausgestellt, dass jeder Staat über die Souveränität und Integrität verfüge über seine Bündniszugehörigkeit selbst zu entscheiden. Ein von der Zeitung El País geleaktes Antwortschreiben der NATO an Russland signalisierte die Bereitschaft, „eine dauerhafte Stationierung von Kampftruppen und bodengestützten Raketensystemen in der Ukraine auszuschließen, wenn Moskau auch entsprechende Verpflichtungen eingeht.“ Dennoch überfiel Russland am 24. Februar 2022 die Ukraine.

### Russische Erklärungen nach der Invasion in die Ukraine
In einer emotionalen Rede am 24. Februar 2022 gab Putin für den Angriff auf die Ukraine, den er als „Spezielle Militäroperation“ bezeichnete, folgende Motive an:
1. Historisch gehe es auf eine Fehlentscheidung Lenins zurück, dass es die Ukraine überhaupt als eigenen Staat gebe. Eigentlich sei das Gebiet die Wiege Russlands und damit von Russland zu beschützen.
2. Die NATO habe mit der Osterweiterung ein mündliches Versprechen gebrochen, das 1990 Vorbedingung für die Wiedervereinigung Deutschlands am Ende des Kalten Krieges[20] gewesen sei.
3. Entmilitarisierung der Ukraine.
4. Entnazifizierung der Ukraine, da das „Nazi-Regime“ die Ukrainer, besonders die russischstämmigen, unterdrücke.[21]
5. Anerkennung der von Russland annektierten Regionen Krim, Donezk und Luhansk als unabhängig oder als Teil von Russland.[22]

Es wurde vermutet, dass Putin aus taktischen Gründen die genauen Ziele weitestgehend im Unklaren gelassen habe. Besonders umstritten ist, ob er einen kompletten Machtwechsel in Kiew anstrebte oder vor allem die Gebiete im Osten und Süden beanspruchte.
Laut Reuters gab es möglicherweise vor oder kurz nach Ausbruch des Krieges Ende Februar 2022 einen Vertragsentwurf, der zur Abwendung bzw. Beendigung des Krieges einen Verzicht der Ukraine auf eine Mitgliedschaft in der NATO vorsah, allerdings ohne nachprüfbare Quellen zu nennen. Diese möglicherweise unter Beteiligung von Dmitri Kosak ausgehandelte mögliche Vereinbarung mit der ukrainischen Regierung wurde laut Reuters von Putin abgelehnt. Mychajlo Podoljak, ukrainischer Teilnehmer an den Verhandlungen mit Russland sagte, die Russische Föderation habe mit den Verhandlungen die Vorbereitung der Invasion vertuscht. Podoljak antwortete nicht auf Fragen von Reuters zum Inhalt der Gespräche und bestätigte nicht, dass ein Vertragsentwurf erzielt worden war. „Heute [Oktober 2022] verstehen wir klar, dass die russische Seite nie an einer friedlichen Lösung interessiert war“, so Podoljak. Als Kriegsziel gab Putin an, die Menschen schützen zu wollen, die „seit acht Jahren Misshandlung und Genozid ausgesetzt“ wären. Russland würde „die Souveränität aller neu entstandenen Länder im post-sowjetischen Raum“ respektieren, behauptete er.

## Bilaterale Verhandlungen 2022
Seit dem 25. Februar gab es in der ukrainischen Regierung in Kiew Gespräche über die möglichen ukrainisch-russischen Verhandlungen, bis Russland die Forderung erhob, dass die ukrainischen Streitkräfte die Waffen strecken sollen. Darüber hinaus war die ukrainische Seite gegen das Treffen auf dem Territorium der Republik Belarus. Für die ukrainische Seite war Belarus kein neutraler Ort und für deren Delegation durchaus mit Risiken verbunden. Der ukrainischen Delegation gehörten an: Verteidigungsminister Oleksij Resnikow, Dawyd Arachamija (Vorsitzender der Fraktion Sluha narodu in der Werchowna Rada) und der Berater des Leiters des Präsidialamtes Mychajlo Podoljak.
Dennoch kam die russische Delegation unter Wladimir Medinski am 27. Februar morgens im belarussischen Homel an. Nachdem es zu keinem Treffen mit den Vertretern der Ukraine gekommen war, erklärten die Vertreter der Russischen Föderation, dass die Ukraine die geplanten Verhandlungen sabotiert habe. Die russische Delegation wurde von dem Historiker und ehemaligen russischen Kulturminister Wladimir Medinski geleitet, der jedoch von manchen Beobachtern als Zeichen dafür gesehen wurde, dass der Kreml Verhandlungsbereitschaft nur vortäuschte. Der Delegation gehörten auch der stellvertretende russische Außenminister Andrei Rudenko, der russische Botschafter in Belarus Boris Gryslow, der Vorsitzende des internationalen Komitees der Staatsduma Leonid Sluzki und der stellvertretende Verteidigungsminister Alexander Fomin an. Serhij Nykyforow, der Pressesprecher des Präsidialamtes der Ukraine, teilte mit:

„Die Stellung der Ukraine bleibt unverändert. Wir sind bereit, an jedem neutralen Ort zu treffen: Baku, Istanbul, Warschau, Wien… Diese Liste kann man weiter ergänzen. Nach wie vor laden wir Russland ein, sich mit an den Verhandlungstisch zu setzen und das Leben seiner Soldaten zu retten.“

### Gesprächsrunden im März 2022
Im Zuge des Gesprächs zwischen dem ukrainischen Präsidenten Wolodymyr Selenskyj und dem Präsidenten von Belarus Aljaksandr Lukaschenka am 27. Februar 2022 wurde entschieden, dass die ukrainische und die russische Delegation sich ohne vorherige Bedingungen an der Grenze zu Belarus am Fluss Prypjat treffen. Lukaschenka übernahm die Verantwortung dafür, dass während der Verhandlungen alle Flugzeuge, Hubschrauber und Raketen, die auf dem Territorium von Belarus stationiert sind, auf dem Boden bleiben.
Wie die New York Times am 15. Juni 2024 darstellte, trafen am 28. Februar 2022 Hilfskräfte des polnischen Präsidenten die ukrainische Delegation an der Grenze und brachten sie mit einem Hubschrauber auf eine Militärbasis in der Nähe Weißrusslands. Die Ukrainer betraten Weißrussland und trafen die russische Delegation. Zu Beginn des Gesprächs, das meist über Videoschalte mit Selenskyjs Bunker verbunden war, schien die ukrainische Seite von der russischen Selbstsicherheit überrascht, die russische Seite schien den Misserfolg ihrer Truppen und die Höhe der Verluste nicht richtig einzuschätzen. Die ukrainische Seite machte erhebliche Zugeständnisse: Sie stellte in Aussicht, ein dauerhaft neutraler Staat zu werden, nicht der NATO beizutreten oder fremden Truppen die Stationierung zu erlauben.
Nach Yaroslav Trofimov verlangte Russland eine bedingungslose Kapitulation. Die russischen Forderungen hätten die Einsetzung einer Russland-freundlichen Regierung eingeschlossen, die Festnahme und Verurteilung von „Nazis“, die Wiedereinführung von Russisch als eine offizielle Amtssprache neben Ukrainisch, die russische Kontrolle über die Außenpolitik der Ukraine, die Übergabe aller Panzer und der Artillerie an Russland sowie eine Obergrenze von 50.000 Mann für die ukrainische Armee. Der stellvertretende Verteidigungsminister Alexander Fomin, Mitglied der russischen Delegation, habe gedroht, man werde die Ukrainer „weiterhin töten und abschlachten“, falls sie die Bedingungen nicht annehmen würden.
In der zweiten Runde der Verhandlungen am 3. März wurden drei Hauptfragen besprochen: militärische, humanitäre und die Frage der zukünftigen politischen Regulierung des Konfliktes. Man konnte jedoch nur das Format humanitärer Korridore für die Evakuierung ziviler Bevölkerung und die mögliche vorübergehende Waffenruhe in diesen Sektoren aushandeln. Gemeinsame Sicherung humanitärer Korridore soll der Evakuierung von Zivilisten sowie der Lieferung von Medikamenten und Lebensmitteln in die am heftigsten umkämpften Orte dienen, dafür werden die Kampfhandlungen in diesen Städten und Dörfern vorübergehend eingestellt. Außerdem wurde beschlossen, eine dritte Runde der Verhandlungen in den nächsten Tagen durchzuführen, um die Vereinbarungen, die man heute nicht bekannt geben wollte, auszuführen. Auf Initiative der ukrainischen Seite fand die dritte Runde der Verhandlungen am 7. März 2022 statt. Man konnte die Verbesserung der Logistik für humanitäre Korridore aushandeln.
Das hochrangigste Treffen in den Friedensverhandlungen erfolgte am 10. März 2022 im türkischen Ort Antalya zwischen dem russischen Außenminister Sergei Lawrow und seinem ukrainischen Amtskollegen Dmytro Kuleba sowie dem türkischen Außenminister Mevlüt Çavuşoğlu als Vermittler. Doch die Ukraine scheiterte mit ihren Forderungen nach einem 24-stündigen Waffenstillstand zur Rettung der Menschen in Mariupol.
Per Video wurde am 14. März eine vierte Verhandlungsrunde gestartet und am Tag darauf fortgeführt. Medien verlauteten am 16. März, dass die Ukraine feste Sicherheitsgarantien gefordert hätten und Russland eine Neutralität des Nachbarlandes „nach österreichischem oder schwedischem Vorbild“ für möglich halte. Schlüsselfragen seien weiterhin der Status der Krim und der Status der pro-russischen Separatistengebiete in der Ostukraine. (Zu völkerrechtlichen Vereinbarungen zur Neutralität siehe auch: Dauernde Neutralität) Während die Unterhändler über konkrete Pläne für einen neutralen Status der Ukraine verhandelten, gingen Truppenbewegungen und der Beschuss von Städten, darunter Kiew und Mariupol, weiter. Der amerikanische Sicherheitsberater Jake Sullivan warnte nach Angaben des Weißen Hauses den Sekretär des russischen Sicherheitsrats, Nikolai Patruschew, vor dem Einsatz biologischer und chemischer Waffen.
Nach Darstellung der New York Times vom 15. Juni 2024 forderte die Ukraine im ersten Vertragsentwurf vom 17. März Sicherheitsgarantien für die Grenzen der Ukraine in Form der möglichen militärischen Intervention anderer Länder. Die russische Delegation erwartete die Beendigung aller seit 2014 verhängten Sanktionen der Signatarmächte, die Abtretung des Donbas und die Anerkennung der Krim als Teil Russlands. Sieben weitere Punkte zielten, so die NYT, auf die nationale Identität der Ukraine. Die Ukraine sollte die Verherrlichung und Propaganda des Nazismus als Verbrechen verfolgen, dazu rechnete die russische Seite auch Aufmärsche von Nazis oder Neonazis, die Benennung von Straßen und Plätzen und die Errichtung von Denkmälern. Die bewaffneten Streitkräfte sollten reduziert werden, über die Obergrenze gab es keine Einigkeit mit der ukrainischen Seite. Die politische Führung Polens soll befürchtet haben, dass Deutschland und Frankreich die Ukraine überreden könnten, den Vertrag anzunehmen und plante, dies zu verhindern. Daher, so die NYT, habe sich Andrzei Duda am 24. März mit NATO-Führern in Brüssel getroffen, um sie zu fragen, wer unterschreiben wolle. Niemand habe sich daraufhin gemeldet.

### Verhandlungen in Istanbul (März 2022)
Im Dolmabahçe-Palast in Istanbul begannen am 29. März 2022 neue Verhandlungen im direkten Kontakt. Roman Abramowitsch soll Mediator gewesen sein. Die Ukraine brachte mit ihrem Verhandlungsführer Dawyd Arachamija unter anderem den Verzicht auf einen NATO-Beitritt als Option ein, es war jedoch unklar, wie belastbare Sicherheitsgarantien aussehen könnten, nachdem das Budapester Abkommen von 1994 die Annexion der Krim nicht verhindert hatte. Die weiteren Verhandlungen in der Türkei zeigten, so Gwendolyn Sasse, (Stand August 2024) keinen ernsthaften politischen Willen Russlands, über eine Neutralität der Ukraine zu verhandeln. Nach Darstellung der NYT vom 15. Juni 2024 schien einem ukrainischen Beobachter zufolge Russland mit jedem militärischen Rückschlag die Forderungen zu reduzieren. Die russische Seite schien das ukrainische Modell von Neutralität und Sicherheitsgarantien zu unterstützen und weniger Nachdruck auf territoriale Forderungen zu legen. Medinsky kommentierte den ukrainischen Neutralitätsvorschlag als Erfüllung der wesentlichen Forderungen Russlands in den vergangenen Jahren.
Die ukrainische Seite fasste den Vertragsvorschlag für einen Waffenstillstand in dem zweiseitigen so genannten Istanbul Kommuniqué zusammen, das nicht veröffentlicht wurde. Das Kommuniqué wurde von der NYT am 15. Juni 2024 veröffentlicht. Es enthielt die Festlegung, dass der Status der Krim nach 10 bis 15 Jahren erneut entschieden werden sollte und die Ukraine nicht versuchen würde, sie wiederzuerobern. Die beiden Staatschefs würden im Verlauf des Jahres 2022 in einem persönlichen Treffen besprechen, welche Gebiete weiter von Russland besetzt blieben. Es wurde beschrieben, welche möglichen anderen Länder militärisch intervenieren würden, wenn die Ukraine wieder angegriffen und ihre Neutralität verletzt würde: Großbritannien, China, Russland, die USA, Frankreich, Deutschland, Kanada, Italien, Polen, Israel.
Nach Darstellung von Farida Rustamova umfasste der Waffenstillstandsentwurf der Ukraine vom 29. März einen 10-Punkte-Plan
1. einen Waffenstillstand,
2. mit Abzug aller russischen Invasionstruppen hinter die Linien vom 23. Februar, was allerdings nicht schriftlich kommuniziert wurde;[2]
3. sodann eine völkerrechtlich verbindliche Neutralitätserklärung der Ukraine und den Verzicht auf einen Beitritt zur NATO wie auch ein Verbot ausländischer Militärstützpunkte auf ukrainischem Territorium.[48]
4. Allerdings nur, sofern völkerrechtlich verbindliche Sicherheits- und Beistandsgarantien für die Ukraine durch ständige Mitglieder des Sicherheitsrates, wie die USA, Großbritannien, China, Russland und Frankreich erklärt werden, so das Delegationsmitglied Arachamija.[48] Auch die Türkei, Israel, Polen, Indien und Deutschland wurden genannt.
5. Der Entwurf hätte das Einfrieren des damaligen Status der von Russland 2014 völkerrechtswidrig annektierten Krim für fünfzehn Jahre erlaubt, so Präsidentenberater Mychajlo Podoljak, um in dieser Zeit eine Vereinbarung über den künftigen Status der Halbinsel auszuhandeln.[48]
6. Als letzter Punkt hätte der Waffenstillstand direkte Verhandlungen zwischen den beiden Präsidenten Selenskyj und Putin über einen Sonderstatus für die beiden umstrittenen „Volksrepubliken“ Donezk und Luhansk im Donbas festgelegt.

Das Zustandekommen dieses Waffenstillstandes hing demnach nicht nur davon ab, ob der Kreml zustimmte, sondern auch, ob andere relevante Staaten sich bereit erklärten, Sicherheitsgarantien zu geben und, wie Selenskyj immer wieder betonte, ob die Bevölkerung ein derartiges Friedensabkommen in einer Volksabstimmung annehmen würde. Denn die Entscheidung zur Neutralität bedarf in der Ukraine einer Verfassungsänderung.
Nachdem Russland bisher sämtliche Grenzverträge gebrochen habe, bestand die Ukraine auf einer Sicherheitsgarantie ähnlich dem Artikel 5 des NATO-Vertrags. Zu einer derartigen Zusage seien jedoch, so Michael Thumann in der ZEIT, weder die Vereinigten Staaten noch andere westliche Staaten bereit gewesen. Nach Angaben des Präsidentenberaters Michailo Podoljak habe die Ukraine angeboten, die Krim aus den Gesprächen auszuklammern und eine Lösung in persönlichen Gesprächen zwischen Selenskyj und Putin zu erzielen. Der Vorschlag habe einen Leasingvertrag über die Krim mit einer Laufzeit von 100 Jahren vorgesehen. Putin habe jedoch ein Treffen mit Selenskyj kategorisch abgelehnt. In einem Telefonat mit Mario Draghi erklärte er, dass die Zeit noch nicht reif sei für eine Waffenruhe oder ein Treffen mit Selenskyj.
Laut Beobachtern hätte dieser Vorschlag Putin einen gesichtswahrenden Ausstieg aus dem Krieg erlaubt. Barbara Woodward, Ständige Vertreterin des Vereinigten Königreichs bei der UNO, signalisierte die Bereitschaft von Großbritannien, einer der Sicherheitsgaranten der Ukraine zu werden. Der russische Verhandlungsführer Medinski reagierte positiv auf die ukrainischen Vorschläge und nannte sie „einen konstruktiven Schritt“, wofür er von radikalen und politischen Kräften wie Ramsan Kadyrow in der russischen Propaganda scharf angegangen wurde. Russland sagte zu, seine Truppen nördlich von Kiew zu reduzieren (um sich stattdessen auf die „Befreiung“ des Donbas zu konzentrieren). Emmanuel Macron forderte in einem Telefonat Putin auf, dem Waffenstillstand und der Evakuierung von Mariupol zuzustimmen. Joe Biden, Olaf Scholz und andere westliche Politiker zeigten sich skeptisch, ob Putin dem auch zustimmen würde, und warnten vor neuen Offensiven. Die britische Regierung lehnte eine Lockerung der Sanktionen gegen Russland ab, selbst wenn es einen Waffenstillstand gäbe, sofern nicht alle Truppen abgezogen würden. Selenskyj forderte, ebenfalls am 29. März, härtere Sanktionen gegen Russland. Russland drohte im Gegenzug mit einem Lieferstopp von Gas, wenn die EU-Staaten nicht in Rubel bezahlten, gleichzeitig zerstreute der Kremlsprecher Dmitri Peskow Befürchtungen vor dem Einsatz einer Atombombe mit den Worten: „Niemand in Russland denkt an den Einsatz oder auch nur an die Idee eines Einsatzes von Atomwaffen“.
Wenige Tage später wurde ab dem 2. April das Massaker von Butscha sichtbar. Danach erklärte Selenskyj es für „schwierig“, die Gespräche weiterzuführen. Die NYT stellte am 15. Juni 2024 dagegen fest, Selenskyj habe nach seinem Besuch in Bucha am 4. April gesagt, die Verhandlungen müssten weitergehen, auch wenn Russland die Gräueltaten als inszenierte Provokation darstelle. Dawyd Arachamija schrieb am 10. April dem ukrainischen Verhandlungsteam, Roman Abramowitsch habe mit Putin gesprochen und dieser dränge auf die schnelle Abarbeitung der Kernfragen. Am 3. April dämpfte Medinski anfängliche Hoffnungen mit der Aussage, Russlands Haltung zum Donbas und zur Krim sei unverhandelbar und Gespräche zwischen den Präsidenten seien nicht möglich. Am 7. April bestätigte auch Außenminister Lawrow, dass der ukrainische Friedensvorschlag nicht akzeptable Elemente enthielt, was sich vermutlich auf die Krim und Donbasregionen bezieht und darauf, dass die Ukraine Russland kein Vetorecht einräumt, wenn es um internationale Militärübungen auf ukrainischem Gebiet geht.
Laut NYT legte die russische Delegation Präsident Putin ihren Entwurf vor. Russland erklärt darin das Einverständnis mit der vollen EU-Mitgliedschaft der Ukraine. Russland forderte Beschränkungen bei der Reichweite von Raketen, Aufhebung von Sprachgesetzen und den Rückzug ukrainischer Truppen. Das größte Problem sei, so die NYT, Artikel 5: Russland forderte, dass alle Signatarstaaten einhellig der Verteidigung der Ukraine zustimmen müssten, einschließlich Russlands, was als absurde Regel zur Vermeidung des Vertrags aufgefasst worden sei. Dies sei von ukrainischen Teilnehmern der Verhandlungen als Ende der Gespräche aufgefasst worden.
Dies stellte die deutsche Tageszeitung Die Welt anders dar, die den 17-seitigen Vertragstext schon am 29. April 2024 veröffentlicht hatte. Gregor Schwung, Redakteur Außenpolitik, kommentierte, dieses geheime Dokument hätte den Ukraine-Krieg beenden können. In den Formulierungen im Vertragsentwurf sieht Schwung in weiten Teilen Übereinstimmungen mit dem so genannten Istanbul-Kommuniqué. Einigkeit habe über die „Grundzüge des Friedens“ bestanden: Permanente Neutralität (Art 1), Verzicht auf Atomwaffen, Stationierung fremder Truppen und Waffen, EU-Mitgliedschaft. Im Falle eines „bewaffneten Angriffs auf die Ukraine“ wären die Garantiestaaten verpflichtet, Kiew innerhalb von höchstens drei Tagen bei seinem in der UN-Charta verbrieften Recht auf Selbstverteidigung zu unterstützen. Dieser Beistand könne in einer „gemeinsamen Aktion“ aller oder einzelner Garantiemächte erfolgen. Im Unterschied zum Budapester Memorandum sei so nicht nur territoriale Integrität zugesichert, sondern von westlichen Staaten der Beistand garantiert worden. „Russland, das damals den heftigen Widerstand der Ukraine unterschätzt hatte, schien für ein solches Abkommen offen zu sein, sträubte sich aber gegen dessen entscheidende Komponente: eine Vereinbarung, die andere Länder dazu verpflichtete, der Ukraine im Falle eines erneuten Angriffs zur Hilfe zu eilen.“ Aus den schlechten Erfahrungen der Ukraine und ihrer Unterstützerstaaten mit dem Budapester Memorandum wird erklärlich, dass die Weigerung Russlands, eine solche Hilfeleistung zu akzeptieren, das Zustandekommen des Vertrages verhindern musste. Für aufschlussreich hält die Welt die Äußerung des ukrainischen Verhandlungsführer Arachamija in einem TV-Interview im November 2023: Der damalige britische Premierminister Boris Johnson sei am 9. April nach Kiew gereist und „habe gesagt, dass London „nichts“ mit Putin unterschreiben würde – und die Ukraine die Kämpfe fortsetzen solle.“ Obwohl Johnson diese Behauptung später zurückgewiesen habe, liegt für Schwung der Verdacht nahe, dass der Vorschlag, in Absprache mit Russland Sicherheitsgarantien für die Ukraine zu geben, zu diesem Zeitpunkt bereits gescheitert gewesen sei.
Am 2. März wurde einer der Unterhändler, Denis Kireev, im Zentrum Kiews von Mitgliedern des ukrainischen Geheimdienstes SBU aus seinem Auto gezerrt. Seine Leiche wurde einige Straßen weiter gefunden. Beamte des SBU, einer von russischen Spionen unterwanderten Behörde, behaupteten, Kireev sei ein Verräter gewesen, der erschossen worden sei, als er sich seiner Verhaftung widersetzte. Kireev hatte verdeckt für den rivalisierenden ukrainischen Militärgeheimdienst HUR gearbeitet und dessen Direktor Kyrylo Budanow erklärte Monate später, Kireevs Rolle sei es gewesen, seine persönlichen Beziehungen zu zwei Mitgliedern der russischen Delegation zu nutzen und auf Zeit zu spielen. Er habe die Ermordung Kireevs mit dem damaligen Direktor des SBU, Iwan Bakanow, besprochen, aber keine Erklärung dafür erhalten. Bakanow war ein Jugendfreund Selenskyjs aus Krywyj Rih und einer der wenigen Menschen, die das Vertrauen des Präsidenten genossen. Im Juli wurde Bakanow von Selenskyj entlassen.

### Getreideabkommen Juli 2022
Trotz des Zusammenbruchs jeglicher direkter Verhandlungen ab April konnte auf Vermittlung der Türkei und der Vereinten Nationen im Juli 2022 das so genannte Getreideabkommen geschlossen werden (Vertragspartner Türkei und Ukraine einerseits, und Türkei und Russland andererseits), das beiden Parteien den Export von Getreide, gewissen Lebensmitteln sowie Dünger über das Schwarze Meer erlaubte. Im Rahmen dieses Abkommens wurden zunächst Hoffnungen laut, dass dieser Vertrag einen Weg für weitere Gespräche eröffnen könnte. Im Juli 2023 ließ Russland das Abkommen auslaufen.

## Annexion der Süd- und Ostukraine 2022

Okkupierte Gebiete

Nach Scheinreferenden in Teilen der Süd- und Ostukraine verkündete Putin die russische Annexion der Süd- und Ostukraine von besetzten und bis dahin noch unbesetzten Gebieten am 30. September 2022. Verhandlungen über deren Status schloss er kategorisch aus. Damit wurde seine Verhandlungsverweigerung von der Krim auf alle besetzten Gebiete ausgeweitet. Die russische Seite machte somit jegliche diplomatische Lösung des Konflikts äußerst unwahrscheinlich.

## Vermittlungsversuche

### Bennetts Besuch bei Putin im März 2022

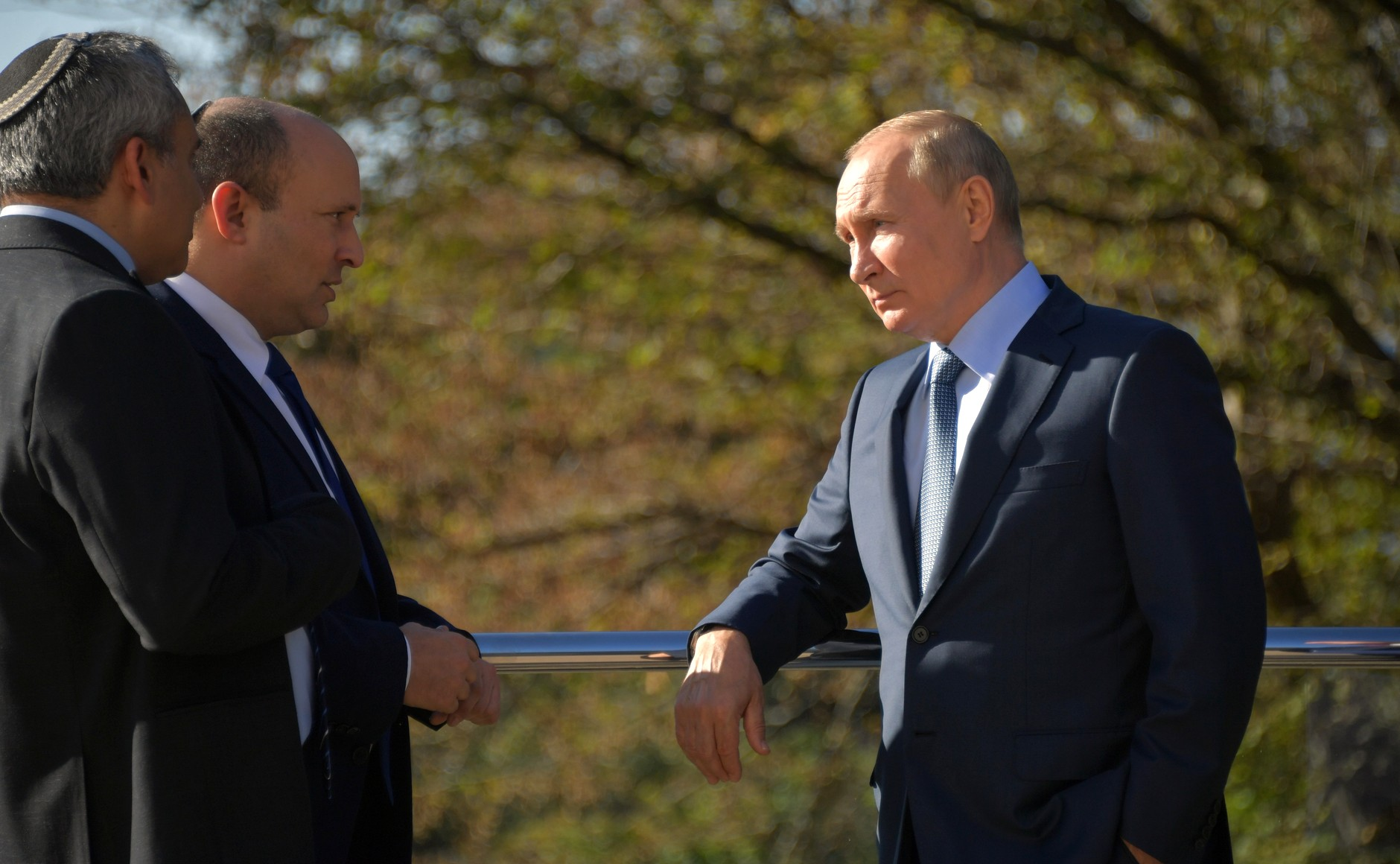
Putin im Gespräch mit Naftali Bennett (Mitte) und dem israelischen Parlamentsmitglied Ze’ev Elkin (links). Sotschi, Oktober 2021

Naftali Bennett, der von Juni 2021 bis 30. Juni 2022 Ministerpräsident Israels war, hatte sich nach eigenen Angaben in einem Podcast-Interview mit dem israelischen Journalisten Hanoch Daum (5. Februar 2023) mit Putin erstmalig schon im Oktober 2021, einige Monate vor dem Kriegsbeginn, in Sotschi getroffen. Übersetzer sei der in der Ukraine geborene Bauminister Ze’ev Elkin gewesen. Das fünf- bis sechsstündige Gespräch habe teilweise in einem Privatgebäude Putins stattgefunden. Gegen Ende habe Bennett Putin einen Gesprächswunsch Selinskyjs mitgeteilt, den Putin mit harten Worten abgelehnt habe. Aufgrund des bei dieser Begegnung und weiteren Telefonaten aufgebauten Vertrauens, das Bennet als großes Gut einschätzte, suchte er nach Kriegsausbruch im Interesse Israels vor allem wegen der russischen Präsenz in Syrien, aber auch in Verantwortung für russische und ukrainische Juden nach einem Ausgleich zwischen beiden Kriegsparteien. Nach eigener Aussage bot er Blinken, Biden und Sullivan an, als „Pipeline“ zu wirken, da er „Putins Ohr“ habe.
Anfang März 2022 habe ihn der ukrainische Staatspräsident Wolodymyr Selenskyj angerufen und ihn gebeten, Kontakt zum russischen Präsidenten Wladimir Putin aufzunehmen, da er, wie Bennett sagte, wie kaum ein anderer Politiker in Regierungsverantwortung Vertrauen bei den Regierungen beider Staaten besitze. Zu dieser Zeit traf Bennett in Jerusalem erstmalig mit Olaf Scholz zusammen. Bennett kam der Bitte Selenskyjs nach und versuchte nach Beratungen mit den Staats- und Regierungschefs von Frankreich (Emmanuel Macron), Deutschland (Olaf Scholz), USA (Joe Biden) und dem Vereinigten Königreich (Boris Johnson), beide Kriegsparteien zu Zugeständnissen zu bringen, um einen Waffenstillstand auszuhandeln. In wechselnden Telefonaten mit Selenskyj und Putin tauschte Bennet die Vertragsentwürfe der Kontrahenten aus. In Gomel, Weißrussland trafen sich zur selben Zeit Verhandlungsgruppen. In einem späteren Interview äußerte Bennet: „Alles, was ich tat, war bis ins kleinste Details mit den USA, Deutschland und Frankreich koordiniert.“
Bennett reiste trotz des Schabbats am 5. März 2022 auf Einladung Putins mit Ze’ev Elkin, Eyal Hulata und Shimrit Meir nach Moskau, wo er mit Putin im Kreml ein dreistündiges Gespräch führte. Die Wahrscheinlichkeit eines Erfolgs schätzte Bennett nach dem vorhergehenden Telefonat mit Putin mit 50:50 ein. Im Gespräch vor Ort gelang es Bennett nach eigenen Angaben, Putin „zwei große Zugeständnisse“ abzuringen. Zum einen soll Putin versprochen haben, auf die Entwaffnung der Ukraine zu verzichten. Auf die Frage Bennetts, ob er die Absicht habe, Selenskyj zu töten, habe Putin geäußert, er werde dies nicht tun, und gab, von Bennett darum gebeten, sein Wort darauf. Bennett verstand dies als gleichbedeutend mit dem Verzicht auf „Entnazifizierung“. Zum anderen sei Putin bereit gewesen, auf eine vollständige „Entmilitarisierung“ der Ukraine zu verzichten. Selenskyj wiederum habe Bennett am Abend zugesichert, auf einen Beitritt zur NATO zu verzichten („I’m renouncing that“), nachdem er im September 2022 nach der russischen Annexion der östlichen Provinzen noch eine beschleunigte Aufnahme gefordert hatte. Bennet sah im Versuch der Ukraine, NATO-Mitglied zu werden, den Kriegsgrund Putins. Zu jenem Zeitpunkt im März 2022 sah Bennett die Erfolgschancen seiner Vermittlung als sehr hoch an. Er beschrieb die Situation als ein neues „Kafr Kanna“ mit einem kleinen Zeitfenster für eine Lösung. Im Rückblick unterschied er zwischen den Erfolgschancen eines Waffenstillstandes und ihrer Rechtfertigung. Noch nicht geklärt waren laut Bennett etwaige Sicherheitsgarantien durch Russland, die USA und weitere Staaten der westlichen Welt sowie territoriale Fragen zum Donbass und zur Krim. Bennett riet unter Berufung auf das erfolgreiche „Modell“ Israel davon ab, sich auf Garantien zu verlassen, anstelle dessen sollte sich die Ukraine verteidigungsfähig machen. Beide, Putin und Selenskyj, erschienen Bennett pragmatisch, Putin habe die Einschränkungen (constraints, האילוצים) Selenskyjs verstanden. Für die Territorialfragen hatte Bennet eine Verschiebung der Entscheidung im Sinn. Nach dem Gespräch flog Bennet zunächst mit Shimrit Meir erstmalig nach Deutschland weiter, um in Berlin mit Scholz zu sprechen. Danach kehrten sie nach Israel zurück. Bennet telefonierte außerdem mit Macron und zwei Mal mit Selenskyj. Im Gespräch mit Scholz und seinem Sicherheitsberater sollen beide ihre Absicht ausgedrückt haben, den Krieg schnellstmöglich zu beenden, so der Sprecher des Kanzlers am Sonntagmorgen, 6. März 2022. Aus der Sicht Bennets waren Frankreich und Deutschland die major player in Europa. Er sprach aber nicht direkt mit Biden, sondern mit Jake Sullivan und Antony Blinken.
Bennett zufolge vertraten Scholz und Macron pragmatische Positionen und drängten auf einen Waffenstillstand, während Boris Johnson die Meinung vertreten habe, dass die Ukraine keine Zugeständnisse gegenüber Russland bzw. Wladimir Putin eingehen sollte. Biden sei unentschieden gewesen bzw. vertrat laut Bennet beide Positionen. In der Rückschau des Podcasts vom 5. Februar 2023 erklärte Bennett auf die Nachfrage Hanoch Daums, ob der Westen den möglichen Waffenstillstand blockiert hätte: „Grundsätzlich ja. Und ich hielt es für falsch.“ In der Rückschau von 2023 meinte er jedoch, er wisse nicht, ob der Waffenstillstand, für den es eine gute Chance gegeben hatte, die beste Lösung gewesen wäre, wie er zu dieser Zeit geglaubt habe. Vielleicht wäre es die falsche Botschaft gewesen, den Schurken (thug) zu belohnen. Bennett bewertete in dem Interview das Bekanntwerden des Massakers von Butscha als den Zeitpunkt, ab dem (erneute) Verhandlungen über einen Waffenstillstand nicht mehr möglich gewesen seien.
Selenskyj telefonierte bis zum 12. März wiederholt mit Bennett. Er schlug Jerusalem als Ort einer Verhandlung mit Russland vor, was Putin prinzipiell befürwortete. Zuerst müssten sowohl Delegationen als auch Minister ihren Teil dazu leisten, dass sich die Präsidenten nicht um des Prozesses, sondern um des Ergebnisses willen träfen, sagte Kremlsprecher Dmitri Peskow am 11. März 2022. Am 13. März 2022 telefonierte Selenskyj über eine Stunde lang erneut mit Bennett, um die Verhandlungen voranzubringen.

### Vermittlungsversuche durch afrikanische Delegation 2023
Im Juni 2023 versuchte eine Delegation, bestehend aus Cyril Ramaphosa (Präsident von Südafrika), Azali Assoumani (Vorsitzender der Afrikanischen Union und Präsident der Komoren) sowie Vertretern aus Ägypten, Senegal, Sambia, der Republik Kongo und Uganda, bei Besuchen in Kiew und Moskau, beide Kriegsparteien von ihrem Zehn-Punkte-Plan zur Beilegung des Konflikts zu überzeugen. Sowohl der ukrainische Präsident als auch der russische Präsident lehnten die Initiative der afrikanischen Delegation ab.

### Vermittlungsversuche des Heiligen Stuhls
183 Staaten der Welt unterhalten diplomatische Beziehungen zum Heiligen Stuhl. Insbesondere in Ländern mit katholischer Bevölkerung oder katholischen Bevölkerungsanteilen gibt es Nuntiaturen. Der Heilige Stuhl entsendet seit 1964 einen Ständigen Beobachter zu den Vereinten Nationen, ist aber kein Mitglied der UN. Die eigenen diplomatischen Kontakte sowie der Neutralitätsstatus bei der UN ermöglichen es dem Heiligen Stuhl, auf vielerlei Weise in auftretenden Konflikten zwischen UN-Mitgliedern zu vermitteln, aber auch zu grundlegenden Fragen Stellung zu nehmen. Der Papst reagierte sowohl als Oberhaupt der weltweit zahlenstärksten Religionsgemeinschaft als auch als Staatsoberhaupt des Vatikanstaates auf den militärischen Überfall der Russischen Föderation auf die Ukraine, wie nachfolgende, chronologisch angeordnete Nachrichten zeigen. Es geht in allen Fällen um die Kanalisierung und Einhegung des gewalttätigen Konflikts.
Nach dem russischen Einmarsch in die Ukraine und der Eskalation des Krieges besuchte Papst Franziskus die russische Botschaft beim Heiligen Stuhl, was als „beispielloser Schritt“ bezeichnet wurde. Franziskus telefonierte mit dem ukrainischen Präsidenten Wolodymyr Selenskyj und brachte seine „Trauer“ zum Ausdruck, während der Vatikan versuche, „Raum für Verhandlungen“ zu finden.
„Der Heilige Stuhl ist bereit, alles zu tun, um sich in den Dienst des Friedens zu stellen“, sagte der Papst und kündigte an, Anfang März zwei hochrangige Kardinäle mit Hilfsgütern in die Ukraine zu schicken. Bei diesen Sondergesandten handelt es sich um Kardinal Konrad Krajewski, Leiter der Apostolischen Almosenverwaltung, und Kardinal Michael Czerny, Leiter des päpstlichen Büros für Migration, Caritas, Gerechtigkeit und Frieden. Diese Mission, die mehrere Reisen umfasste, wurde als höchst ungewöhnlicher Schritt der vatikanischen Diplomatie angesehen.
Der Papst hatte inzwischen den Kardinal Matteo Maria Zuppi zu seinem Beauftragten für die Ukraine ernannt. Dieser reiste am 5. und 6. Juni 2023 nach Kiew, um „Wege zu einem gerechten Frieden“ zu sondieren. Das russische Außenministerium begrüßte diesen Vermittlungsversuch. Derselbe Kardinal reiste am 28. und 29. Juni 2023 erneut nach Moskau, ebenfalls mit dem Ziel, Friedensmöglichkeiten auszuloten.
Kurz nach seinem Amtsantritt bot Papst Leo XIV. am 20. Mai 2025 den Vatikan als Ort von Friedensverhandlungen an. Die USA (als mutmaßlicher Vermittler), die Russische Föderation und die Ukraine (Kriegsparteien) bestätigten dieses Angebot. Daneben gelten die Schweiz und die Türkei als mögliche Orte für Verhandlungen.

### Friedensplan Chinas (12 Punkte) von Februar 2023
Die Volksrepublik China veröffentlichte zum ersten Jahrestag des Kriegsbeginns am 24. Februar 2023 zwölf Punkte zur friedlichen Beilegung der Ukrainekrise: 1) Respekt vor der Souveränität aller Länder gemäß der UN-Charta; 2) Abwendung von der Mentalität des Kalten Krieges; 3) Beruhigung der Feindseligkeiten; 4) Förderung friedlicher Gespräche; 5) Lösungen für die humanitäre Krise; 6) Schutz für Zivilisten und Kriegsgefangene; 7) Sicherung von Atomkraftwerken; 8) Reduktion nuklearer Risiken durch Langstreckenwaffen; 9) Erleichterung von Getreideausfuhren; 10) Beendigung einseitiger Sanktionen; 11) Aufrechterhaltung der Lieferketten für industrielle und Unterstützungsprodukte; 12) Förderung des Wiederaufbaus nach Beendigung des Konflikts.
Der erste Punkt zielt auf die „Souveränität, Unabhängigkeit und territorialen Integrität aller Länder“ ab. Offen blieb allerdings, ob damit die Grenze vor der Annexion der Krim durch Russland von 2014 oder der Grenzverlauf vom 24. Februar 2022 unmittelbar vor der großflächigen Invasion durch die Russische Föderation gemeint ist. Im zweiten Punkt wird die „Abkehr von der Mentalität des Kalten Krieges“ gefordert. „Die Sicherheit einer Region sollte nicht durch die Stärkung oder den Ausbau von Militärblöcken erreicht werden.“ Weiter heißt es: Alle Parteien sollten „rational bleiben und Zurückhaltung üben“, dass sich die Krise nicht „weiter verschärft oder sogar außer Kontrolle gerät“. In der öffentlichen Debatte wurde unter anderem kritisiert, dass dieser Aufruf die „Gretchenfrage“, wie Putin wieder an den Verhandlungstisch zu bringen sei, nicht beantworte.

### Bürgenstock-Konferenz (Juni 2024)

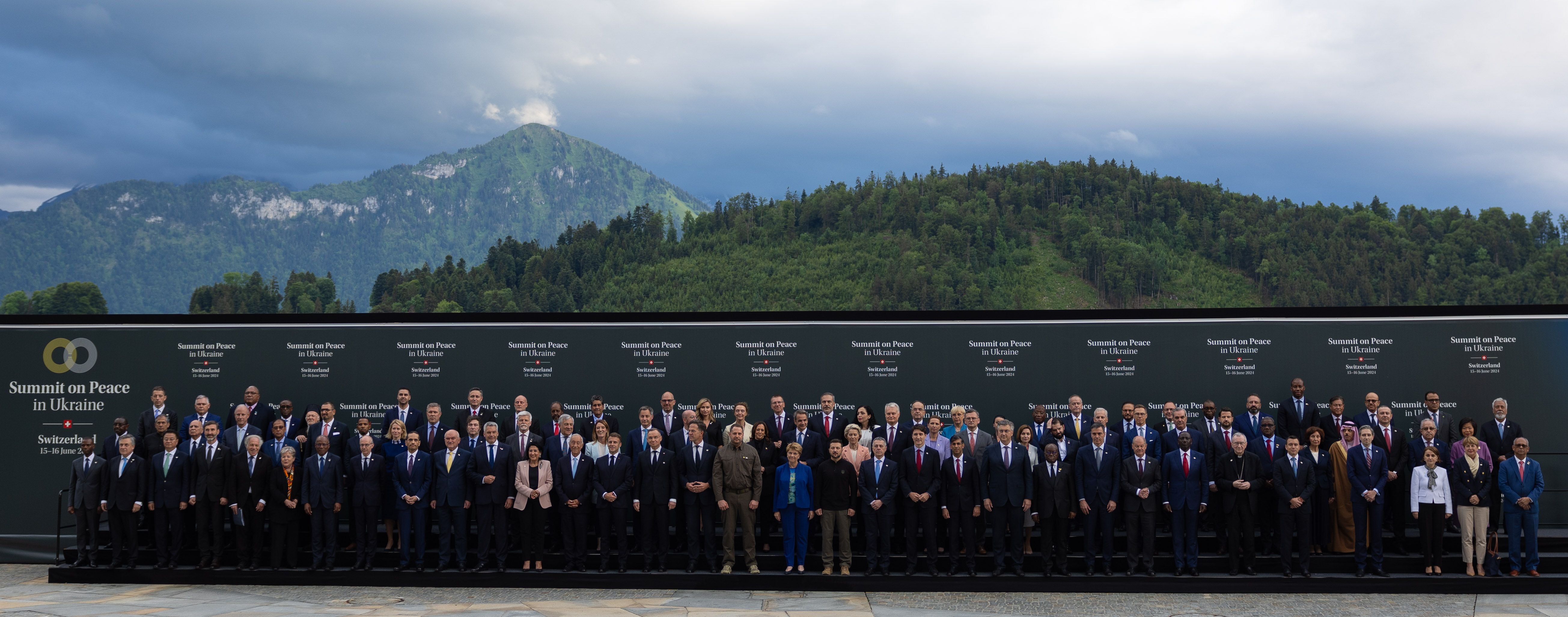
Gruppenfoto der Teilnehmer an der Bürgenstock-Konferenz. In der Bildmitte Gastgeberin Viola Amherd, rechts neben ihr Wolodymyr Selenskyj

Die Bürgenstock-Konferenz vom 15. und 16. Juni 2024 wurde von der Schweiz auf Ersuchen der Ukraine einberufen. Neben der Schweizer Delegation nahmen Vertreter von 92 Staaten teil, darunter 57 mit ihren Staats- oder Regierungschefs, 29 mit Ministern und acht mit Botschaftern, sowie Spitzenvertreter von acht internationalen Organisationen. Das Ziel der Konferenz bestand darin, einen künftigen Friedensprozess im Russisch-Ukrainischen Krieg anzuregen. Am Tag vor der Konferenz erklärte der nicht eingeladene russische Präsident, dass er zur Anordnung eines Waffenstillstandes und darauf folgend zur Aufnahme von Friedensverhandlungen bereit sei. Die Ukraine müsse sich nur vollständig aus den Oblasten Cherson, Saporischschja, Donezk und Luhansk zurückziehen und zuvor auf das Anstreben einer NATO-Mitgliedschaft endgültig verzichten. Dies wurde als Aufforderung zur Kapitulation verstanden und wurde von ukrainischer Seite umgehend zurückgewiesen.

### Vermittlungsversuch der Regierung Trump
Im US-Wahlkampf 2024 betonte der damalige Präsidentschaftskandidat Donald Trump, er werde den Krieg in einem Tag beenden. Die neue Regierung Trump startete Verhandlungsbemühungen direkt mit Russland im Februar 2025 mit dem Ziel, bei Gesprächen einen bilateralen Gipfel zwischen Trump und dem Kremlchef Wladimir Putin vorzubereiten; offiziell telefonierte Trump am 12. Februar 2025 erstmals mit Putin. Ein erstes Gipfelgespräch amerikanischer und russischer Delegationen fand am 18. Februar 2025 in Saudi-Arabien statt. Die amerikanische Delegation wurde vom Außenminister Marco Rubio, dem Berater für nationale Sicherheit Mike Waltz und dem Nahost-Sondergesandten Steve Witkoff angeführt. Zu dem Treffen in Riad nahm eine russische Delegation mit dem russischen Außenminister Sergej Lawrow und einem ranghohen Berater von Staatschef Wladimir Putin, Juri Uschakow, teil. Es sollte laut Kreml-Sprecher Dmitri Peskow vorrangig um die „Wiederherstellung der russisch-amerikanischen Beziehungen“ gehen.
Trump übernahm nach den ersten Gesprächen mit Russland russische Positionen von Russland, bezeichnete dabei den gewählten ukrainischen Präsidenten Wolodymyr Selenskyj als Diktator, gab der Ukraine die Schuld daran, dass sie von Russland überfallen wurde, und schloss bereits vor Beginn der direkten Gespräche mit dem russischen Präsidenten Wladimir Putin die Mitgliedschaft der Ukraine in der NATO aus. Der ukrainische Präsident Wolodymyr Selenskyj solle außerdem die russische Hoheit über das bis dahin besetzte ukrainische Gebiet anerkennen, was nach überhelliger Meinung europäischer Beobachter einer ukrainischen Kapitulation gleichkäme. Der Vorsitzende des Auswärtigen Ausschusses des Deutschen Bundestages Michael Roth drückte dazu seine Verwunderung aus, dass russische Propaganda im Weißen Haus angekommen sei. Dennoch sei er der Auffassung, dass Europa einen Deal mit Trump eingehen müsse.
Weder die Ukraine noch die anderen Länder Europas wurden in der Vorbereitung oder direkt an den Verhandlungen zwischen den USA und Russland beteiligt. Zudem warf Trump Selenskyj vor, keinen Rückhalt in der Bevölkerung zu haben, was allen öffentlichen Umfragen widersprach. Selenskyj war bemüht, die Beziehungen zu der US-amerikanischen Regierung möglichst intakt zu halten, und widersprach den Anschuldigungen des US-Präsidenten, dass die ukrainische Führung den Krieg begonnen habe und verantwortlich sei für das lange Andauern des Krieges. Die Aussagen von Trump wurden sowohl von Politikern der Demokratischen Partei wie Chuck Schumer als auch von solchen der Republikanischen Partei wie Don Bacon kritisiert. Europäische Politiker wie der französische Präsident Emmanuel Macron sagten der angegriffenen Ukraine dagegen weitere Unterstützung zu.
Die Ukraine erklärte sich am 11. März 2025 bereit zu einer 30-tägigen Waffenruhe. Die USA würden laut dieser Bekanntmachung Russland mitteilen, dass die gleichzeitige russische Bereitschaft zu einem Waffenstillstand der Schlüssel zum Frieden sei.
Der Kreml wollte am 13. März der von US-Außenminister Marco Rubio geforderten bedingungslosen Waffenruhe nicht zustimmen. Putin stellte Bedingungen. Laut Trump waren viele Details bereits besprochen. Sollte Putin nicht zustimmen, wäre dies „ein sehr enttäuschender Moment für die Welt.“ Putin sprach von einem „langfristigen Frieden“, der die aus seiner Sicht „ursprünglichen Ursachen“ des Krieges „beseitigen“ würde. Niemand brauche einen Waffenstillstand, der nur eine Atempause für die Ukraine sei und Frieden nur „imitiere“, sagte sein Sicherheitsberater.
Laut Washington Post forderte ein Papier aus Russland die „vollständige Demontage“ der Politik in Kiew.
Nach neuen Gesprächen standen am 25. März einer teilweisen Waffenruhe im Schwarzen Meer und für Infrastruktur wieder russische Bedingungen im Weg. Es wurde erklärt, die USA wolle dazu beitragen, Russlands „Zugang zum Weltmarkt für Agrar-und Düngemittelexport wiederherstellen“. Angesichts eines Allzeitrekords solcher Ausfuhren 2024 nannte ein Experte der BBC diese Bedingung erstaunlich.
Putin bestritt weiterhin die Legitimität von Selenskyjs Präsidentschaft. Zu Putins Vorschlag einer UNO-Verwaltung der Ukraine am 27. März sagte ein Vertreter des US-Sicherheitsrates, die Staatsführung der Ukraine werde durch die Verfassung und das Volk bestimmt. Wenige Tage später zeigte sich Trump „stinksauer“, weil Putin mit dieser Behauptung eine Vereinbarung verzögere.
Die Beendigung des Krieges sei letztendlich eine Entscheidung Putins, sagte Marco Rubio am 4. April. Trump äußerte sich am 7. 4. unzufrieden mit den russischen Angriffen auf die Ukraine. Putin unterstütze einen Waffenstillstand, aber es gebe „offene Fragen“, hieß es aus Moskau.
Ein von Putin verkündeter dreißigstündiger Oster-Waffenstillstand wurde 2025 als Putins Geste an Trump gesehen und war etwas ruhiger als der von Wagner ignorierte 36-Stunden-Weihnachtsfrieden im Januar 2023. Die Ukraine meldete in den ersten 6 Stunden 19 russische Angriffe mit 387 Bombardierungen neben 290 eingesetzten Drohnen. Ferndrohnen und Raketen blieben hingegen aus. Eine Verlängerung kam für Russland nicht in Frage.
Trump wollte, um das Gesicht nicht zu verlieren, einen Frieden um fast jeden Preis. Das unerfahrene Team erreichte nichts. Experten bezeichneten einen raschen Frieden als übertriebenen Ehrgeiz und als Feind eines möglichen Waffenstillstands. Den am 11. März offerierten Waffenstillstand hatte Russland bis gegen Ende April die ganze Zeit abgelehnt.
Putin verkündete ab 8. Mai einen 72-stündigen Waffenstillstand. Die Ukraine meldete trotzdem Angriffe an mehreren Frontabschnitten. Es gab aber in der ersten Nacht keine Raketen- oder Ferndrohnenangriffe. Auch die folgenden zwei Nächte starteten keine Raketen, aber es gab Luftangriffe und die BBC erwähnte 69 Lenkbomben. Am Boden gab es pro Region und Tag bis 200 russische Angriffe. Putin ignorierte die angebotene ukrainische 30-tägige Waffenruhe. Nach europäischem Druck durch Macron, Starmer, Merz und Tusk in Kiew schlug Putin als Gegenvorschlag direkte Gespräche am 15. Mai in Istanbul vor. Selenskyj erklärte, am 15. Mai in Istanbul auf Putin zu warten.
Trump war für ein Treffen in Istanbul bereit. Diese Idee gab er nach der Veröffentlichung der russischen Teilnehmerliste ohne Putin auf. Putin wollte Selenskyjs Angebot nie annehmen. Dies wurde nur nicht mitgeteilt, um Donald Trump nicht zu erzürnen, der ihn dazu aufgerufen hatte. Putin wolle Selenskyj nur bei dessen Kapitulation sehen. Laut Boris Bondarew konnte der Kreml so Kiew hinhalten und seine Pläne in letzter Minute ändern. Es gab aber auch keine Agenda für dieses Treffen. Die unveränderten maximalistischen Forderungen Putins waren selbst für Trump inakzeptabel.
Das russische Propagandanetzwerk streute Begründungen, warum Putin nicht in die Türkei flog. Die Propaganda erhielt die Anweisung, die Bevölkerung auf ein Scheitern der Verhandlungen vorzubereiten.
Beim 90-Minuten Treffen am 16. Mai erwähnte der russische Unterhändler den 21 Jahre dauernden Krieg gegen Schweden als Beispiel für die für Russland ertragbare Kriegslänge. Er drohte auch mit Angriffen auf die Regionen Sumy und Charkiw. Einziges bekanntes Resultat des Treffens war ein Gefangenenaustausch. Der Austausch war an 25. Mai beendet.
Putins Sprecher erklärte am 17. Mai ein Treffen Putins mit Selenskyj in Zukunft für möglich, aber nur unter ungenannten Resultaten von Vorverhandlungen. Er stellte wie immer gleichzeitig auch die Legitimität Selenskyjs zu einer Unterschrift in Frage. Laut einem hochrangigen ukrainischen Vertreter nannte Russland als Vorbedingung für eine Waffenruhe einen vollständigen ukrainischen Rückzug aus den Regionen Donezk, Saporischschja, Cherson und Luhansk. Zudem habe die russische Delegation die Abtretung auch der ukrainisch kontrollierten Gebiete dieser Regionen gefordert. Der russische Chefunterhändler Wladimir Medinski erklärte im staatlichen Fernsehen, nicht immer müssten Feuerpausen den Friedensgesprächen vorangehen.
Zum Telefonat Trumps mit Putin am 19. Mai 2025 sagte Rüdiger von Fritsch: „Man kann das Gefühl bekommen, dass es Wladimir Putin einmal mehr gelungen ist, Donald Trump das Gefühl zu vermitteln, da ist vielleicht Licht am Ende des Tunnels, während er in Wirklichkeit ein neues Stück Tunnel hinten dran stellt.“
Lawrow hatte wiederholt schon ab 16. Mai für nach dem Gefangenenaustausch die Bedingungen (Memorandum) zu einem Frieden angekündigt. Das Memorandum blieb aus. Kiew bat nach dem Russischen Vorschlag zu einem Treffen am 2. Juni um das Memorandum. Russland wollte dieses nur am Treffen mitteilen.
Im Juli setzte Trump ein Ultimatum von 50 Tagen. Im August verkürzte er es. Um die Verhandlungsprozesse «so weit wie möglich zu verzögern» und Trump von drastischen Schritten abzuhalten, lud der Kreml Steve Witkoff nach Moskau ein laut CNN. Und es nannte es den letzten verzweifelten Versuch, Trumps Sanktionen zu umgehen. Putin sagte irgendwann, Trump sagte nächste Woche. Das Treffen wurde für den 16. August in Alaska fest gelegt.

## Vereinte Nationen

### Ukraine fordert UN-Friedensgipfel
Ende Dezember 2022 forderten Selenskyj und sein Außenminister Kuleba Verhandlungen unter Einbeziehung der UN, bestenfalls an deren New Yorker Hauptsitz. Dort wollte Selenskyj auch seine „Friedensformel“ für die Nachkriegsordnung näher erläutern. Zur Voraussetzung für eine russische Teilnahme machte Kuleba allerdings, dass Russland seine Truppen zurückziehe und die Bereitschaft zeige, sich vor einem internationalen Tribunal für seine Kriegs- und Menschenrechtsverbrechen zu verantworten. Die Ukraine erhoffte sich eine internationale Beteiligung und mehr Verbindlichkeit mit UN-Generalsekretär António Guterres als Vermittler. Die UN äußerte sich auf den Vorschlag zum Friedensgipfel eher verhalten. Eine Vermittlung durch Guterres sei nur möglich, wenn beide Seiten dies wollten.

### Resolutionen der UN-Vollversammlung
Zur rechtswidrigen Annexion der Krim durch Russland gab es seit 2014 mehrere UN-Resolutionen: Am 27. März 2014 wurden in der Resolution 68/262 der UN-Generalversammlung alle Konfliktparteien aufgerufen keine Waffengewalt anzuwenden und die Souveränität und Integrität der Ukraine innerhalb der völkerrechtlich anerkannten Grenzen zu achten. Am 7. Dezember 2020 forderte die Generalversammlung der UN in einer weiteren Resolution die Russische Föderation erneut auf, ihre Besatzungstruppen sofort, umfänglich und bedingungslos von der Krim zurückzuziehen und die Okkupation der Krim zu beenden.
Die Resolution ES-11/1 der UN-Generalversammlung war die erste Resolution zum russischen Angriff vom 24. Februar 2022 und wurde am 2. März 2022 angenommen. In ihr wurde mit der großen Stimmenmehrheit von 77,9 % der russische Einmarsch in die Ukraine auf das Schärfste missbilligt. Resolutionen der Generalversammlung sind völkerrechtlich nicht bindend.
In der Resolution ES-11/4 der UN-Generalversammlung am 12. Oktober 2022 erklärten ebenfalls 143 der 193 Staaten, dass die russischen Referenden und die Annexion der ukrainischen Regionen Cherson, Donezk, Luhansk und Saporischschja illegal sind und bekräftigen die territoriale Integrität der Ukraine. Die Russische Föderation solle ihre Truppen unverzüglich aus dem völkerrechtlich anerkannten Hoheitsgebiet der Ukraine zurückziehen. In Punkt 7 begrüßt die Generalversammlung die fortgesetzten Bemühungen des Generalsekretärs und der Mitgliedstaaten bzw. bekundet ihre nachdrückliche Unterstützung dazu und „fordert die Mitgliedstaaten und internationalen Organisationen, einschließlich der OSZE auf, die Deeskalation der derzeitigen Situation und eine friedliche Beilegung des Konflikts durch politischen Dialog, Verhandlungen, Vermittlung und andere friedliche Mittel zu unterstützen, unter Achtung der Souveränität und territorialen Unversehrtheit der Ukraine innerhalb ihrer international anerkannten Grenzen und im Einklang mit den Grundsätzen der Charta“.
Mit der Resolution A/RES/77/249 hat die UNO-Vollversammlung am 9. Januar 2023 den Bericht ihres 6. Ausschusses für Gültiges Recht (Legal Law) angenommen und das Komitee für Völkerrecht aufgefordert, die in diesem Bericht behandelten Punkte zum Thema „Verhinderung und Bestrafung von Verbrechen gegen die Menschlichkeit“ bei seiner Sitzung vom 10. bis 14. April 2023 aufzugreifen und bei seiner Sitzung vom 1. bis 5. April 2024 bzw. am 11. April 2024 gegen Einwände abzuwägen.
Am 23. Februar 2023 forderten 141 der 193 Staaten bei 7 Gegenstimmen und 31 Enthaltungen mit der Resolution A/ES-11/L.7 der UN-Generalversammlung Russland dazu auf, unverzüglich, vollständig und bedingungslos alle seine militärischen Kräfte aus dem Hoheitsgebiet der Ukraine abzuziehen, und riefen zur Einstellung der Feindseligkeiten auf. Dagegen stimmten sieben Länder (Belarus, Nordkorea, Eritrea, Mali, Nicaragua, Russland, Syrien), 32 enthielten sich, darunter China, Indien und Pakistan. Dabei berief sich die UNO-Vollversammlung auf die Resolution 377A(V) von 1950, die wegen der Handlungsunfähigkeit des UN-Sicherheitsrats anzuwenden sei. Es gab zwei Eingaben zur Abänderung des Wortlauts der Resolution durch Belarus.
Am 18. Februar 2025 hat die Ukraine, unterstützt von 53 Mitgliedsländern der UN, beim Generalsekretär der UN eine Dringlichkeitssitzung des Vollversammlung (Emergency session) am 3. Jahrestag des Beginns des Angriffskrieges der Russischen Föderation auf die Ukraine erbeten, um über eine von ihr eingebrachte Resolution abzustimmen. Die Resolution wurde in ihrem Grundtext neben Zusätzen angenommen. Ein Resolutionsentwurf der USA sprach eher allgemein von dem Ziel, Frieden in der Ukraine zu erreichen. Er wurde abgelehnt.
Am 6. März 2025 gab es eine Aussprache der Vollversammlung über den Vorwurf des Vetomissbrauchs gegen die Russische Föderation. Diese hob ihre Hoffnung auf Friedensverhandlungen mit den USA als Motivation für die beiden Vetos hervor. Die Ukraine missachte – so führte die Russische Föderation aus – die UN-Charta. Die Ukraine wies darauf hin, dass alle Resolutionen zur Aggression gegen die Ukraine, die die Souveränität, Unabhängigkeit und territoriale Integrität der Ukraine betonten, durch Einsprüche der Russischen Föderation im Sicherheitsrat abgelehnt wurden. Jedes Veto einer Kriegspartei sollte verboten werden. Die Hoffnung der Ukraine sei auf einen echten Frieden gerichtet. Dieser Argumentation schlossen sich unter anderen die Vetomächte England und Frankreich sowie die Mitgliedsländer Estland, Lettland, Liechtenstein, Litauen, Luxemburg, Polen und die EU als Beobachter an. Südafrika forderte die Kriegsparteien auf, einen gemeinsamen Grund zur Übereinstimmung zu finden. Brasilien und Ägypten, die mit weiteren Ländern des „Globalen Südens“ der im September 2024 gegründeten UN-Gruppe „Freunde des Friedens“ angehören, erinnerten an die schwerwiegenden Folgen des Ukrainekonflikts vor allem für viele Länder Afrikas. Die Türkei bot Mithilfe zur diplomatischen Lösung an.

### UN-Sicherheitsrat
Da Russland im Sicherheitsrat sein Vetorecht gegen Friedensbeschlüsse nutzt (und auch von China teilweise unterstützt wird), waren die UN von Anfang an blockiert und konnten nicht direkt eingreifen. Im September 2022 schlug Mexiko in einer Sitzung des UN-Sicherheitsrates die Einrichtung eines Committee for Dialogue and Peace in Ukraine vor. Indiens Premierminister Narendra Modi, Papst Franziskus könnten dem neuen Gremium beitreten, das helfen könne, die Friedensbemühungen von Guterres zwischen der Ukraine und Russland zu unterstützen.
Vom 21. Februar bis 1. März 2023 traf sich, diesmal im Auftrag der 77. Vollversammlung der UNO, der Unterausschuss des Sicherheitsrats zur Bekräftigung der Durchsetzung der UN-Charta zu seiner alljährlichen Aussprache. Mit großer Mehrheit wurde der Einmarsch der Russischen Föderation in die Ukraine verurteilt. Besonders die humanitären und wirtschaftlichen Folgen von Sanktionen für Dritte wurden immer wieder hervorgehoben. Die Eingangsstatements vom 21. Februar 2023, darunter die der Europäischen Union und ihrer Beitrittskandidaten sowie des Irans als Sprecher der bündnisfreien Staaten, schlugen für den Reformprozess der UNO und die Bekräftigung der UN-Charta, insbesondere angesichts des Ukrainekriegs, unterschiedliche Schwerpunkte vor. Viele Länder befürworteten eine Stärkung regionaler Befriedungsbemühungen bei regionalen Konflikten, andere wünschten eine Beibehaltung oder sogar eine Stärkung der Sanktionsgewalt des Sicherheitsrats zu Lasten von Sanktionen durch einzelne Länder oder Bündnisse. Auch die Zusammensetzung des Sicherheitsrates und sein mögliches Eingreifen in die Kompetenzen anderer UN-Organe wurden von verschiedenen Ländern kritisiert.
Belarus und die Russische Föderation schlugen am 24. Februar 2023 vor, den Einmarsch in der Ukraine durch den Internationalen Gerichtshof in Den Haag dahingehend begutachten zu lassen, ob er mit der UN-Charta vereinbar ist. Es wurde die Einführung zur Sitzung von 2023 (A/AC.182/2023/L.1), die den Verlauf der Debatte und die maßgeblichen Papiere benennt, von der UN-Vollversammlung angenommen.
China hob bei einer Aussprache des Sicherheitsrats wegen der fortgesetzten Angriffe der Russischen Föderation auf die Infrastruktur der Ukraine am 13. Mai 2024 hervor, dass es weder Verursacher noch Partei der Ukraine-Krise sei. Die Souveränität und die territoriale Integrität aller Länder müssten respektiert werden. Gleichzeitig müssten aber auch die Sicherheitsinteressen aller Länder ernst genommen werden. Das chinesische Staatsoberhaupt habe jüngst Gespräche mit Frankreich, Serbien und Ungarn geführt und sei dabei in einen vertieften Austausch über die Sichtweisen Chinas sowie mehrerer europäischer Staatsführer eingetreten. Um einer weiteren Eskalation der Gewalt und der Kämpfe entgegenzuwirken, sollten China und Europa zusammenwirken, um neue Bedingungen für Friedensverhandlungen zu formulieren sowie die internationale Energie, die Ernährungssicherheit und die Stabilität der globalen Lebensmittelketten zu sichern. China und Frankreich sprächen sich übereinstimmend für einen weltweiten Waffenstillstand während der anstehenden Olympischen Spiele aus. Der Beobachter der Europäischen Union gemahnte ebenso wie die Vetomacht Frankreich an die Aufforderung des Internationalen Gerichtshofes an Russland vom 5. März 2022, die Militäroperation in der Ukraine sowohl zu Lande wie zur See umgehend einzustellen. Die USA sahen in den großräumigen Angriffen der Russischen Föderation auf Städte und Infrastruktur der Ukraine eine klare Eskalation, die lebenswichtige Dienste bedrohe. Die Russische Föderation habe eine weitere Sitzung des Sicherheitsrats für die kommende Woche beantragt, um den Vorwurf zu erheben, westliche Waffen verlängerten den Krieg. Japan sieht in den zahlreichen zivilen Opfern eine klare Verletzung der UN-Charta durch ein ständiges Mitglied des Sicherheitsrats. Angriffe auf die Zivilbevölkerung seien ebenso wie Angriffe auf die Infrastruktur eines Landes durch das Völkerrecht geächtet. Der Export und die Ausstattung Moskaus mit ballistischen Raketen durch Nordkorea hätten zudem die entsprechenden Resolutionen des Sicherheitsrats verletzt. In den Augen Deutschlands stellt die Russische Föderation die Grundlagen der Vereinten Nationen, den Weltfrieden und die globale Sicherheit in Frage. Sie greife als Atommacht ein Nachbarland an, das auf den Besitz von Atomwaffen verzichtet habe. Durch die Einfuhr von Waffen aus dem Iran und Nordkorea verletze sie ausdrücklich entsprechende Resolutionen des UN-Sicherheitsrats. Russland sei aufgefordert, von der Eroberung und der Annexion der Ukraine Abstand zu nehmen. Polen erinnerte an den Friedensplan der Ukraine als Basis für einen gerechten, umfassenden und dauerhaften Frieden in der Ukraine und für dauerhafte Sicherheit auf dem europäischen Kontinent. Dänemark sprach für die Nordischen Länder. Die russische Aggression und ihre fatalen globalen Auswirkungen verlangten nach vereinten Anstrengungen, die auf dem Völkerrecht einschließlich der UN-Charta und in Übereinstimmung mit der Friedensformel der Ukraine beruhen sollten.
Die Russische Föderation beklagte am Beispiel der grenznahen Stadt Belgorod, die am 12. Mai 2024 von der Ukraine mit zahlreichen Raketen beschossen wurde, Angriffe auf die Zivilbevölkerung des eigenen Landes. Es seien 12 Menschen ums Leben gekommen. Bei der Sitzung vom 20. Mai 2024 kamen gegenüber dem 13. Mai 2024 folgende Aussagen und Argumente hinzu: 11.017 getötete Zivilisten und 21.445 verletzte Zivilisten auf ukrainischer Seite als ungerechtfertigte Opfer der Gewalt (24.02.2022–16.05.2024, nach OHCHR); 1/2 Millionen Gefallene auf russischer Seite als Prognose für 2025 (Vereinigtes Königreich); Gefahr einer unkontrollierten Ausbreitung von Waffen an Kriminelle und Terroristen (Algerien, Sierra Leone, Mozambique); Waffen nur ein kurzfristiges Mittel, einen Krieg zu beenden, aber keine dauerhafte Lösung eines Konflikts (China); Verletzung von Resolution 1718 (2006) und anderen Resolutionen des Sicherheitsrats gegen Nordkorea durch die Lieferung von Raketen an Russland (Frankreich, Japan, Slowenien, USA, ähnlich auch Sierra Leone); Hinweis auf Benutzung völkerrechtlich geächteter Waffen, wie Chemiewaffen, Streubomben u. ä.; kontinuierliche Waffenlieferungen als Movens der Verlängerung und Eskalation des Konflikts, wie die Opfer in der russischen Stadt Belgorod sowie die steigenden Opferzahlen auf ukrainischer Seite der Monate März und April 2024 anzeigten (Sierra Leone); Erinnerung an Selbstverteidigungsrecht der Völker, das unterstützt werden dürfe (Frankreich, Slowenien); Verweis auf Wahrung des Völkerrechts, der Selbstbestimmungsrechts und der territorialen Integrität der Völker und Aufforderung zur sofortigen Einstellung der Feindseligkeiten (Sierra Leone); Profitgier der Rüstungsindustrie als Movens für die Ausweitung von Waffenlieferung durch die USA an die Ukraine (Russische Föderation); gegenseitiger Vorwurf des Wirtschaftskriegs der USA und Chinas.
Am 17. Februar 2025 wurden auf einer Sitzung des Sicherheitsrats der UN Meinungen und Schlussfolgerungen zur Lage in der Ukraine seit den Protokollen Minsk I bzw. Minsk II ausgetauscht.
Am 18. Februar 2025 beantragte die Ukraine, unterstützt von 53 Mitgliedsländern der UN, beim Generalsekretär der UN eine Dringlichkeitssitzung des Sicherheitsrates (Emergency session) am 3. Jahrestag des Beginns des Angriffskrieges der Russischen Föderation auf die Ukraine, um über eine von ihr eingebrachte Resolution abzustimmen.
Am 24. Februar 2025 wurde im Sicherheitsrat über je eine Resolution der USA bzw. der europäischen Sicherheitsratsmitglieder sowie über mehrere Änderungsanträge der europäischen Sicherheitsratsmitglieder abgestimmt. Der allgemein formulierte Resolutionsentwurf der USA wurde angenommen, der Resolutionsentwurf sowie die beiden Änderungsanträge der europäischen Sicherheitsratsmitglieder scheiterten am Veto der Russischen Föderation.
Auf Initiative des zuständigen Assistenten im UN-Generalsekretariats für Europa, Mittelasien und beide Amerikas, des Delegierten der EU bei den Vereinten Nationen und der UN-Direktorin für die Koordination humanitärer Angelegenheiten fand am 20. Juni 2025 eine Dringlichkeitssitzung des UN-Sicherheitsrats statt (S/PV.9940). Die Präsidentschaft des Sicherheitsrats aus Guyana hatte außerdem folgende Gäste eingeladen: Ukraine (angegriffenes Land), Litauen (für die Baltischen Länder), Norwegen (für die Nordischen Länder), Italien (für Südeuropa), Polen und Deutschland (für Mittelosteuropa). Vier Monate nach der einschlägigen Resolution und 101 Tage nach der Erklärung der Ukraine, zum sofortigen Waffenstillstand bereit zu sein, forderten 14 Sicherheitsmitglieder die Russische Föderation dazu auf, sofort 30–60 Tage Waffenstillstand ohne weitere Bedingungen zu akzeptieren. Mehrere Sicherheitsratsmitglieder wiesen auf den Austausch von Kriegsgefangenen und Toten zwischen beiden Seiten hin, der bei einem Treffen in Istanbul verabredet und dann umgesetzt worden sei. Die Russische Föderation versuchte den Vorwurf der Kindesentführung gegen Putin auf eine Anzahl von rund 200 Kindern, die zurückgebracht werden sollen, einzugrenzen. Deutschland forderte mit der EU zu Entschädigungsleistungen der Russischen Föderation für die Verbrechen gegen die Zivilbevölkerung der Ukraine und die zerstörte Infrastruktur in der Ukraine auf. Zur Sprache kam auch der Einsatz von Streubomben und Antipersonen-Minen, was beides völkerrechtlich verboten ist. Südkorea machte auf 4000 russische Ingenieure aufmerksam, die in neuester Zeit zur militärischen Aufrüstung des mit der Russischen Föderation verbündeten Nordkoreas dort tätig sind. Frankreich und das Vereinigte Königreich bezeichneten es angesichts der Eskalation der ungerechtfertigten Gewalt gegen die Zivilisten in der Ukraine als zynisch, wenn sich Putin als Vermittler für den Krieg zwischen Israel und dem Iran anbiete. Die USA äußerten im Kern den Satz: „Genug ist genug!“

## Erneute Verhandlungen in Istanbul (Juni 2025)
Vor Beginn von Gesprächen in Istanbul zwischen der Ukraine und Russland im Juni 2025 war vereinbart worden, dass die Seiten ihre diplomatischen Ausgangspositionen bei Verhandlungen niederschreiben und gegenseitig zur Kenntnis geben.
Am 28. Mai 2025 erklärte Russlands Außenminister Lawrow, Russland habe der Ukraine weitere Verhandlungen am 2. Juni in Istanbul vorgeschlagen. Die russische Delegation werde dort ihr „Memorandum“ für eine Beendigung des Ukraine-Konflikts präsentieren.
Die Ukraine erklärte, sie habe Russland bereits ein Dokument mit der ukrainischen Position übergeben, und verlangte, das russische Memorandum vor der Verhandlungsrunde zu erhalten. Die Ukraine: überreichte am 1. Juni einen Rahmen für die Verhandlungen Ukraine–Russland, angekündigt bei der Agentur Reuters am 2. Juni als ‘Memorandum’ (englische Fassung). Kurz darauf postete der Korrespondent der Financial Times in Kiew, Christopher Miller, im sozialen Netzwerk X ein Foto vom ‘Memorandum der Ukraine’, das den Text nur in ukrainischer sowie in englischer Fassung gegenüberstellt.
Russland überreichte am 2. Juni das Memorandum der RF Vorschläge der Russischen Föderation zur Beilegung der Ukraine-Krise (vom 2. Juni 2025); veröffentlicht am 2. Juni bei Agentur Interfax (russische Fassung).
Russland forderte als Bedingung für die Verhandlungen einen Stopp der Waffenlieferungen und das Ende der Mobilmachung. Die Ukraine ließ zunächst offen, ob sie an Verhandlungen teilnehmen würde.
Wie im März wollte Russland die Beseitigung der „Ursachen“ des Krieges. Hierzu gehören vor allem die Maximal-Forderungen aus Putins Kriegs-Begründung von 2022 also „das allgemeine politische System“ der Ukraine. Für Putin ist die Ursache des Krieges der Status der Ukraine als unabhängiger Staat. Damit ist Putin nicht einverstanden.
Für den 2. Juni 2025 wurde der Beginn erneuter Verhandlungen in Istanbul anberaumt, an denen Unterhändler von Russland und der Ukraine teilnehmen sollten. Die Ukraine bestätigte am 1. Juni ihre Teilnahme.
Die Verhandlungen sollten auf ukrainischer Seite vom ukrainischen Verteidigungsminister Rustem Umjerow und auf russischer Seite von Wladimir Medinski, einem der Berater Putins, geleitet werden. Nach etwa eineinhalb Stunde wurden die Gespräche beendet, bekannt ist, dass sich die Delegationen auf einen weiteren Gefangenenaustausch geeinigt haben, der Ukraine ist das lange versprochene „Friedens-Memorandom“ übergeben worden.

### Delegationsteilnehmer
Delegationen am 2. Juni 2025:
| Ukraine              | Ukraine | Russland               | Russland |
| Name                 | Position | Name                   | Position |
| -------------------- | --- | ---------------------- | --- |
| Rustem Umjerow       | Verteidigungsminister und Delegationsleiter | Wladimir Medinski      | Berater der Russischen Präsidenten und Delegationsleiter                                                                |
| Oleksandr Bevz       | Berater des Leiters des Büros des Präsidenten | Igor Kostyukov         | Direktor des russischen Militärgeheimdienstes                                                                           |
| Oleksandr Diakov     | Stellvertretender Stabschef des Seestreitkräftekommandos der Streitkräfte der Ukraine                                                            | Alexander Fomin        | Stellvertretender Verteidigungsminister                                                                                 |
| Serhii Kyslytsia     | Erster Stellvertretender Außenminister | Mikhail Galuzin        | Stellvertretender Außenminister                                                                                         |
| Yurii Kovbasa        | Vertreter des ukrainischen Parlamentarischen Kommissars für Menschenrechte im Sicherheits- und Verteidigungssektor                               | Yelena Podobreyevskaya | stellvertretende Leiterin der Kreml-Direktion für humanitäre Politik.                                                   |
| Heorhii Kuzmychov    | Protokolloffizier des Büros des Oberbefehlshabers der Streitkräfte der Ukraine                                                                   | Alexei Polishchuk      | Direktor der GUS-Abteilung des Außenministeriums für Belarus, die Ukraine und Moldawien                                 |
| Oleh Luhovskyi       | Erster stellvertretender Leiter des Auslandsgeheimdienstes                                                                                       | V. Shevtsov            | stellvertretender Leiter der Hauptabteilung für internationale militärische Zusammenarbeit im Verteidigungsministerium. |
| Yevhenii Ostrianskyi | Stellvertretender Generalstabschef der Streitkräfte der Ukraine                                                                                  | Alexander Zorin        | erster stellvertretender Informationschef der Generalstabsdirektion                                                     |
| Oleksandr Poklad     | Stellvertretender Leiter des Sicherheitsdienstes der Ukraine                                                                                     |                        | |
| Vadym Skibitskyi     | Stellvertretender Leiter des Verteidigungsgeheimdienstes der Ukraine                                                                             |                        | |
| Andrii Fomin         | Leiter der Abteilung Völkerrecht, Stellvertretender Leiter der Abteilung Völker- und Operatives Recht, Zentrale Rechtsdirektion des Generalstabs |                        | |
| Oleksii Shevchenko   | Stellvertretender Generalstabschef der Streitkräfte der Ukraine                                                                                  |                        | |
| Oleksandr Sherikhov  | leitender Offizier der Hauptoperationsdirektion des Generalstabs                                                                                 |                        | |
| Yevhen Shynkarov     | Stellvertretender Stabschef des Luftwaffenkommandos                                                                                              |                        | |

Das seit Mitte Mai angekündigte Memorandum enthielt nichts Neues. Die dafür verbrauchte Zeit hätte gespart werden können, falls die Russen wirklich verhandeln wollten, meinte ein Experte. Eine weitere russische Täuschung wie beim Gefangenenaustausch vom Mai wurde erwartet: Unter die Ausgetauschten hatte Russland anstelle Gefangener auch Ukrainer gemischt, die sowieso hatten abgeschoben werden sollen.

## Gipfel zwischen den USA und Russland (August 2025)

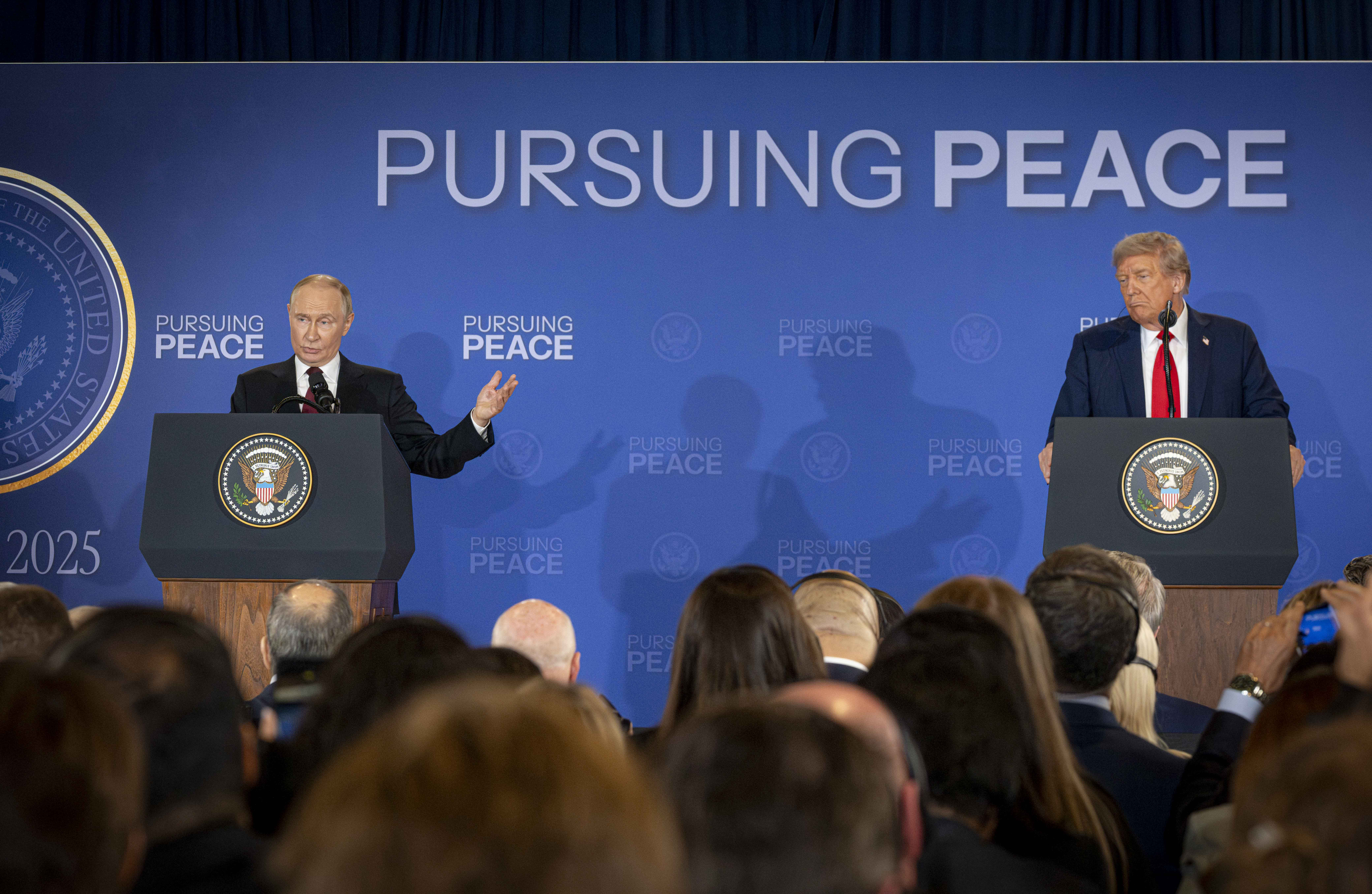
Putin und Trump beim Treffen in Anchorage

Das Gipfeltreffen zwischen dem US-Präsidenten Trump und dem russischen Präsidenten Putin auf der Elmendorf Air Force Base in Alaska ging ohne konkrete Ergebnisse im Bezug auf die Ukraine zu Ende. Es wurde weder ein Waffenstillstand noch weitere Konsequenzen angekündigt. Das Treffen war halb so lang wie angekündigt. Es wurden keine Fragen von Journalisten beantwortet und Putin sprach unverändert und unwidersprochen von den „Ursachen des Krieges“. Trump und Putin hatten in der amerikanischen Präsidentenlimousine auch einige Worte unter vier Augen gewechselt. Die russischen Staatsmedien und russische Politiker feierten das Treffen als diplomatischen Erfolg auf dem Weg hin zu normalisierten Beziehungen zwischen Russland und den Vereinigten Staaten und als „konstruktive Interaktion zwischen zwei Weltmächten“. Im Urteil westlicher Journalisten hatte nur Russland vom Treffen profitiert. Der international als Kriegstreiber geächtete Wladimir Putin sei auf die politische Weltbühne zurückgekehrt, ohne dass er dafür Zugeständnisse gemacht habe.